# Народна библиотека „Вељко Дугошевић” Голубац
Народна библиотека „Вељко Дугошевић” Голубац основана је 28. децембра 1995. године, одлуком Скупштине општине Голубац, као самосталну установу културе која наставља традицију „Голубачке читаонице и библиотеке” основане у Голупцу 1871. године.
Библиотека се поред основне библиотечко-информационе бави и културно-просветном делатношћу, популарисањем књиге, организовањем књижевних вечери, промоције нових књига, организовањем концерата и трибина. У склопу библиотеке постоји и биоскопска сала, тако да се актовности усмеравају и на организовање позоришних представа и приказивање филмова. Ликовно стваралаштво је такође део деловања библиотеке, организација изложби локалних уметника али и организовање ликовних колонија, анимација уметника аматера за ликовно стваралаштво. У оквиру библиотеке постоји Културно Уметничко Друштво који прати сва културна дешавања на територији општине и учествује у њеном представљању.
У летњем периоду је веома изражена актвиност на подржавању, учествовању али и самосталном организовању манифестација на отвореном. Библиотека је организатор манифестације „Дан Дунава” и „Дан Младих”, суорганизатор „Сајма Дунава” али и свих осталих манифестација на територији општине Голубац.